# Park Czaluskincau
Park Czaluskincau (biał. Парк Чалю́скінцаў) — stacja mińskiego metra położona na linii Moskiewskiej, między stacjami Maskouskaja i Akademija nawuk.
Otwarta 26 czerwca 1984 roku razem z pierwszym odcinkiem mińskiego metra. Konstrukcja żelbetowa, sklepiona. Wnętrze koloru białego, ozdobione lustrami. Wyjścia ze stacji rozlokowane są obok Parku Czeluskińców, Ogrodu Botanicznego i fabryki zegarków "Łucz". Niedaleko stacji znajduje się kolejka wąskotorowa dla dzieci.